# ساوت وست

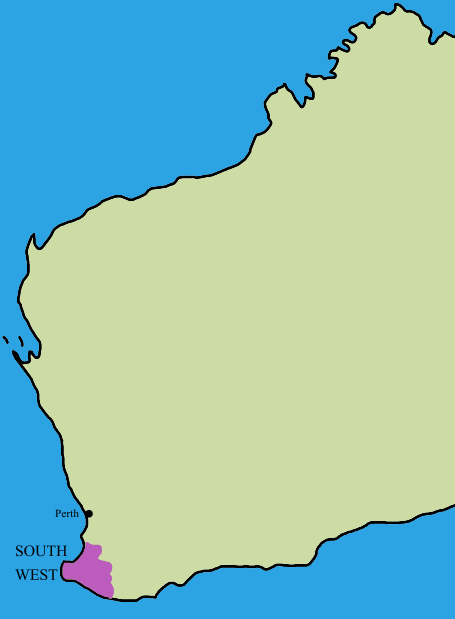

ساوت وست (به انگلیسی: South West) یکی از نه ناحیه ایالت استرالیای غربی در کشور استرالیاست. این منطقه مساحتی بالغ بر ۲۴٬۰۰۰ کیلومتر مربع و جمعیتی در حدود ۱۲۳٬۰۰۰ نفر دارد. این منطقه دارای آب و هوای مدیترانه‌ای بوده و دامنه تغییرات دمایی آن از ۱۶ درجه تا ۳۲ درجه سانتیگراد می‌رسد. عمده منابع درآمدی مردم این منطقه را استخراج معادن موجود، کشاورزی و چوب‌بری تشکیل می‌دهند. همچنین این شهر بعد از پرث دومین منطقه جذب توریست در استرالیای غربی است.